# Seznam hvězd v souhvězdí Kružítka
Toto je seznam významných hvězd v souhvězdí Kružítka (Circinus). Hvězdy jsou seřazeny podle zdánlivé hvězdné velikosti.